# Gorenjci pri Adlešičih
Gorenjci pri Adlešičih – wieś w Słowenii, w gminie Črnomelj. W 2018 roku liczyła 47 mieszkańców.